# Кенни, Энда
Энда Патрик Кенни (ирл. Éanna Ó Cionaoith (Эна О’Коныхь), англ. Enda Patrick Kenny; род. 24 апреля 1951, Каслбар, Ирландия) — ирландский политик, премьер-министр Ирландии с 9 марта 2011 года по 14 июня 2017 года. Руководитель партии Фине Гэл и лидер парламентской оппозиции со 2 июня 2002 года, кандидат Фине Гэл в премьер-министры Ирландии на парламентских выборах 2011 года. Старожил Палаты представителей Ирландии (постоянно переизбирается с 1975 года).

## Биография
Учился в Ирландском национальном университете Голуэй и Педагогическом колледже св. Патрика. Работал учителем младших классов.
В 1954 году его отец Генри Кенни (член партии Фине Гэл) был избран в Дойл Эрян, с начала 1970-х Энда Кенни включился в политическую деятельность. В 1975 году Энда был избран депутатом Дойл Эрян от округа Западный Мейо, сменив своего умершего от рака отца. В парламенте Кенни, ставший самым молодым депутатом, был докладчиком по делам молодёжи и спорта и по развитию западной Ирландии.
В 1986 году стал государственным министром по молодёжной политике; занимал эту должность до поражения Фине Гэл на парламентских выборах 1987 года. В 1994 году Кенни участвовал в переговорах по созданию новой правящей коалиции. В коалиционном правительстве Кенни стал министром туризма и торговли. С июля по декабрь 1996 года, когда Ирландия была государством-председателем Совета ЕС, Кенни руководил совместными действиями в сфере торговли. По инициативе Кенни в Дублине было возобновлено проведение парадов 17 марта, в день святого Патрика. Начиная с выборов 1997 года, когда Фине Гэл потерпели поражение, избирается от объединённого округа Мейо.
После отставки Джона Брутона с поста руководителя Фине Гэл в 2001 году, Кенни участвовал во внутрипартийных выборах нового руководителя. Новым руководителем партии был избран Майкл Нунан, который, однако, уже в 2002 году он ушёл в отставку после поражения партии на парламентских выборах. Новым руководителем партии был избран Кенни. Автоматически он возглавил оппозицию в Дойл Эрян. На местных выборах 2004 года партия получила 468 мест в региональных органах власти против прежних 436, а на выборах в Европарламент — 5 мест против прежних 4. Летом 2010 года его руководящая должность была подтверждена, после того, как часть однопартийцев выразила несогласие с проводимым им курсом.
После того, как в 2010 году Ирландия была вынуждена взять многомиллиардные кредиты для поддержки стабильности экономики, Кенни заявил, что в случае избрания премьер-министром будет добиваться пересмотра условий кредита. Перед парламентскими выборами 2011 года Кенна отказался участвовать в теледебатах, хотя он считается одним из основных претендентов на пост премьер-министра. По мнению его критиков, Кенни считается слабым оратором и не лучшим лидером партии. Ожидается также, что в случае своего избрания Кенни может пригласить королеву Великобритании Елизавету II посетить Ирландию, что станет первым визитом короля Великобритании в Ирландию с момента получения ей независимости.
9 марта 2011 года Кенни стал новым премьер-министром Ирландии. В его поддержку высказались 117 депутатов Дойл Эрян, против него проголосовало 27 депутатов.
25 февраля 2016 состоялись парламентские выборы, по итогам которым Фине Гэл не получила абсолютного большинства.
5 мая 2016 года после долгих коалиционных переговоров Кенни переизбран на должность премьер-министра.
6 мая 2016 года сформировано правительство меньшинства, в котором Энда Кенни получил в дополнение к премьерскому креслу портфель министра обороны.
Женат с 1992 года, имеет троих детей.